# Kolonia Lipiny (województwo łódzkie)
Kolonia Lipiny – kolonia w Polsce, położona w województwie łódzkim, w powiecie sieradzkim, w gminie Złoczew.
Wchodzi w skład sołectwa Broszki.
W latach 1975–1998 Lipiny administracyjnie należały do województwa sieradzkiego.
Przed 2023 r. miejscowość nosiła nazwę Lipiny i była częścią wsi Broszki.